# Reason (software)
Reason is een software MIDI-sequencer, aangevuld met een aantal virtuele instrumenten (software-synthesizers), real-time effectsprocessoren en sample-players. Het wordt ontwikkeld door het Zweedse bedrijf Reason Studios (tot en met augustus 2019 heette dit bedrijf Propellerhead).

## Kenmerken
Reason kenmerkt zich door de vele virtuele instrumenten en effecten die het bevat. De bediening is intuïtief door de grafische vormgeving waarin de (studio-)werkelijkheid wordt nagebootst. Mede daardoor is Reason ook toegankelijk voor niet-professionele muzikanten. Mixen en masteren is mogelijk, alsmede exporteren van songfiles in bekende audio-formats.
Via een toetsdruk kan het virtuele instrumentenpaneel worden 'omgedraaid' zodat de virtuele bekabeling (audio-routing) zichtbaar wordt. De audio-routing is hier te wijzigen, zodat verschillende klankbronnen aan elkaar kunnen worden gekoppeld en/of elkaar kunnen beïnvloeden.
Sinds het samensmelten van Reason en Record, een ander softwareproduct van Reason Studios, werd timestretching, live-sampling en comping mogelijk gemaakt. Vooral de timestretch kwaliteit en de ingebouwde emulatie van een welbekende SSL console mixer werden met hoge ogen ontvangen.
Met de komst van Rack Extensions heeft Reason sinds versie 6.5 concrete uitbreidingsmogelijkheden in de vorm van software synthesizers, effecten en samplers ontwikkeld door zowel de Reason Studios als externe ontwikkelaars zoals SoftTube, Rob Papen en Korg. De plug-ins zijn te vergelijken met het VST(I) en DX(I) formaat voor andere Digital Audio Workstation software sequencers.
Rack Extensions hebben het voordeel dat ze functioneren zoals elk ander apparaat in Reason; ze zijn om te draaien in het rack en kunnen naar wens gekoppeld worden via de software-kabels aan andere apparaten binnen het rack.
Dankzij het External MIDI Instrument Rack Extension kan men rechtstreeks MIDI hardware aansturen vanuit Reason alsof het een apparaat binnen het rack is. 
Via het door Reason Studios zelf ontwikkelde protocol ReWire kon Reason worden gesynchroniseerd met andere sequencers zoals Cubase. Deze functie is vanaf Reason 11 komen te vervallen. Sinds versie 11 is Reason ook te gebruiken als een VST, AU of AAX plug-in in DAW software zoals Ableton Live, Logic Pro en Pro Tools. Deze variant van Reason, zonder sequencer, heet Reason Rack en wordt meegeleverd met het pakket Reason.
Met de komst van Reason 12 kwam er ook een abonnee versie als variant van Reason genaamd Reason+. Voor Reason+ betaalt de gebruiker maandelijks abonnementskosten om het pakket te kunnen gebruiken. Reason+ bestaat naast Reason en de Reason Rack plug-ins ook uit alle Rack Extensions die door Reason Studios ontwikkeld zijn. Reason+ bevat ook de applicatie Reason Companion waarmee  additionele geluidensets genaamd Packs beluisterd en gratis gedownload kunnen worden. Deze Packs worden wekelijks aangevuld met nieuwe geluidensets, 